# 小野成幸
小野成幸（天文18年（1549年）？－文祿2年1月26日（1593年2月27日）），日本戰國時代後期安土桃山時代的武將，通稱孫作、喜八郎，為立花家臣。父親是小野幸廣，其家紋為「唐團扇」。

## 生平

### 家族背景
小野家起源是由藤原道長的六男、藤原家長之子祐家為起始，經過二代忠能、三代政則，到第四代佐賀當時於正治2年（1200年）2月移動到九州豐後依附大友能直，至戰國時代受領大友家給予豐後野津院一帶的知行領地。
戰國時期的豐後小野家當主歷經長幸、安幸、信幸、鑑幸，為大友家轉戰各地立下功勳，當中達三代陣亡。成幸之父為小野長幸之三男小野幸廣，原本作為其次兄小野鑑幸的養子，後來鑑幸之名跡讓小野鎮幸繼承，幸廣另外受主君大友義鑑給予領地，另立一家。
元龜2年(1571年)，大友家重臣戶次鑑連（立花道雪）受主君大友宗麟派往立花山城坐鎮，道雪接受家臣由布惟信之建議，向大友宗麟要求繼續委派小野鎮幸作為陪臣至立花山城，並得到同意，於是鎮幸帶著胞弟小野三郎、叔父小野幸廣（彌六兵衛）、堂弟小野成幸（喜八郎）一同前往立花山城輔佐道雪，

### 參戰獲功
小野成幸與堂兄鎮幸來到立花家中備受禮遇，受領3百石俸祿，道雪並將自己所畫的菅原道真畫像贈與成幸，如今仍作為其傳家寶留存。天正10年（1582年）11月，於道雪養子立花宗茂正式改姓立花的儀式中受到招待參列，名列重臣之一。作為立花家小野隊的中核武士一員，天正12年（1584年）於筑後遠征中立下戰功，被稱讚「天資剛毅並且經常不落人後，每臨戰陣屢屢立下功績。」
立花家的主君道雪於天正13年（1585年）9月11日逝世後，由立花宗茂繼承，並於隔年（1586年）8月率兵抵抗島津家的大軍；此時成幸隨宗茂反擊島津軍，於高鳥居城和岩屋、寶滿城攻城中作戰。天正15年（1587年）經過豐臣秀吉發動的九州征伐之後，立花家因功受領筑後柳川而獨立成大名，同年9月發生肥後國人一揆動亂而出兵征討，小野成幸配屬在堂兄小野鎮幸之下參與作戰。

### 碧蹄館之戰
文祿元年（1592年），豐臣秀吉發動侵略朝鮮的戰事，小野成幸也隨立花家出征，並頭戴立花宗茂於戰前特製的金箔押桃型兜，與安東常久一同被任命為先鋒隊長、率領金甲精銳隊(金甲兵、金備隊)。於文祿之役戰事後期，明朝為救援朝鮮而出兵對抗日軍，並在平壤擊敗日軍一號隊小西行長，逼進日軍集合的朝鮮京城；日軍決定由立花家為先鋒對戰明軍，此役即為中、日、韓三方決戰之「碧蹄館之戰」。
小野成幸在此戰上午時分的作戰中斬敵甚多，後與敵將交鋒時，因為身上所穿的鎧的兩袖妨礙行動，便脫去袖甲。於中午休息時分，因主君宗茂讚賞小野成幸的作戰表現，給予他自己所使用、重量較輕且便於行動的袖甲「金白檀塗色々威壺袖」，又另外賞賜剛從敵將手中奪得的團扇，命成幸以此扇指揮部下。
戰事至正午時分，小野成幸隨宗茂率領金甲先鋒隊由戰場左側殺出突擊明軍右翼，擊敗部分明兵而深入明軍本陣；成幸躍馬追擊之際與敵將單挑而陷入重圍戰死。

## 家族繼承
小野成幸其子小野掃部佐成久繼承成幸家名，於立花家參加島原之亂鎮壓之際隨軍出戰。後來，子孫以碧蹄館之戰獲得的唐團扇為家紋並作為當家旗幟，而宗茂所賜的兩鎧袖與成幸的鎧甲仍現存於子孫家中。